# Red Dog - L'inizio
Red Dog - L'inizio (Red Dog: True Blue)  è un film del 2016 diretto da Kriv Stenders.
Il film è un prequel di Red Dog, campione d'incassi in Australia del 2011, storia imperniata su un cane di nome "Red Dog", realmente vissuto negli anni '70 nel Pilbara.
Il titolo originale gioca sul nome del cane protagonista della vicenda, "Blue", e l'espressione "true blue" (letteralmente "blu vero") che in inglese sta ad indicare un giuramento, una promessa di fedeltà. A sottolineare il legame tra il ragazzino e il cane protagonisti della pellicola.

## Trama
A Perth un uomo porta i suoi due piccoli figli al cinema. Svogliato e distratto, quando pone attenzione al film (Red Dog, una storia con al centro un cane), l'uomo si lascia trasportare fino alla commozione. A casa, il più grande dei suoi figli, accortosi del coinvolgimento del padre, gli chiede se possano prendere un cane.
L'uomo spiega al figlio che il film lo ha riportato alla sua infanzia, in quanto narrava la storia di un cane, Red Dog, che in precedenza era stato il suo cane.
In un lungo flashback, che costituisce il corpo del film, l'uomo narra al figlio una parte importante della sua infanzia. Nel 1969 a seguito della morte del padre e del conseguente ricovero della madre in un istituto, egli fu affidato alle cure del nonno, che abitava e lavorava nel desolato Pilbara.
La vita era dura per il dodicenne Mick, con il nonno che gli dava tutto il necessario, compresa una motocicletta, ma non sapeva trasmettergli affetto. Dopo una specie di uragano, il ragazzino raccolse un cucciolo di cane, che chiamò "Blue" per via del colore del fango che lo ricopriva, e che immediatamente adottò.
Nonostante le sue regole ferree, il nonno permise a Mick di tenere il cane e di portarlo ovunque. Nacque così un legame speciale tra Mick e Blue, che crebbero insieme.
L'arrivo della tutrice, la bella e giovane Betty, turbò non poco Mick che, irrazionalmente, si mise in competizione con l'aitante Stemple per conquistare la ragazza di sei anni più grande. Per avere la meglio sul suo avversario, profanò un luogo sacro degli aborigeni asportando una pietra magica. Avvalorando le locali credenze, avvennero una serie di eventi negativi, culminati con un terribile incendio che minacciò la proprietà del nonno. Riportata la pietra al suo posto, l'incendio si spense sventando l'imminente catastrofe.
Resta il fatto però che Mick fu richiamato presso la madre che, pur non del tutto guarita, volle il figlio vicino a sé. Mick dovette dire addio al nonno, a Betty e soprattutto all'inseparabile Blue. Una separazione sofferta e definitiva che dette inizio al girovagare del cane, descritto anche nel film che ne ha già narrato la storia seguente.
Finito il racconto, Michael Carter, la cui vita poi è proseguita con il raggiungimento di grandi soddisfazioni, prima fra tutti una splendida famiglia, promette al figlio Theo di prendere un cane.

## Produzione
Il cane utilizzato come giovane Red Dog si chiama Phoenix. Il protagonista del primo film, Koko, sempre un Red Cloud Kelpie, morì infatti nel 2012 al culmine della grande popolarità raggiunta grazie al successo del film interpretato.

## Incassi
Il film ha incassato in Australia poco più di 5 milioni di dollari, circa un quarto degli incassi del film del 2011.